# James Parkinson
James Parkinson (11. april 1755 i London – 21. december 1824 samme sted) var en engelsk læge, geolog, pæontolog og politisk aktivist. Han beskrev Parkinsons sygdom, som blev opkaldt efter ham.

## Om James Parkinson
- Critchley, M. (1955): James Parkinson (1755-1824). A bicentenary volume of papers dealing with Parkinson's Disease, incorporating the original 'Essay on the Shaking Palsy'. London.
- Pies, Norbert J. (1988): James Parkinson (1755-1824): Arzt – Apotheker – Paläontologe – Sozialreformer. Frankfurt a.M.: Merz.
- Sacks, Oliver (1991): Die Parkinsonsche Krankheit und der Parkinsonismus. In: Ders. (1991): Awakenings – Zeit des Erwachens. Reinbek: Rowohlt, 40-50.